# Viktor Chomčenko
Viktor Viktorovyč Chomčenko (in ucraino Віктор Вікторович Хомченко?; Luc'k, 11 novembre 1994) è un calciatore ucraino, attaccante del Narew Ostrołęka.

## Carriera
Ha giocato nella massima serie ucraina.